# Светодиодная подсветка

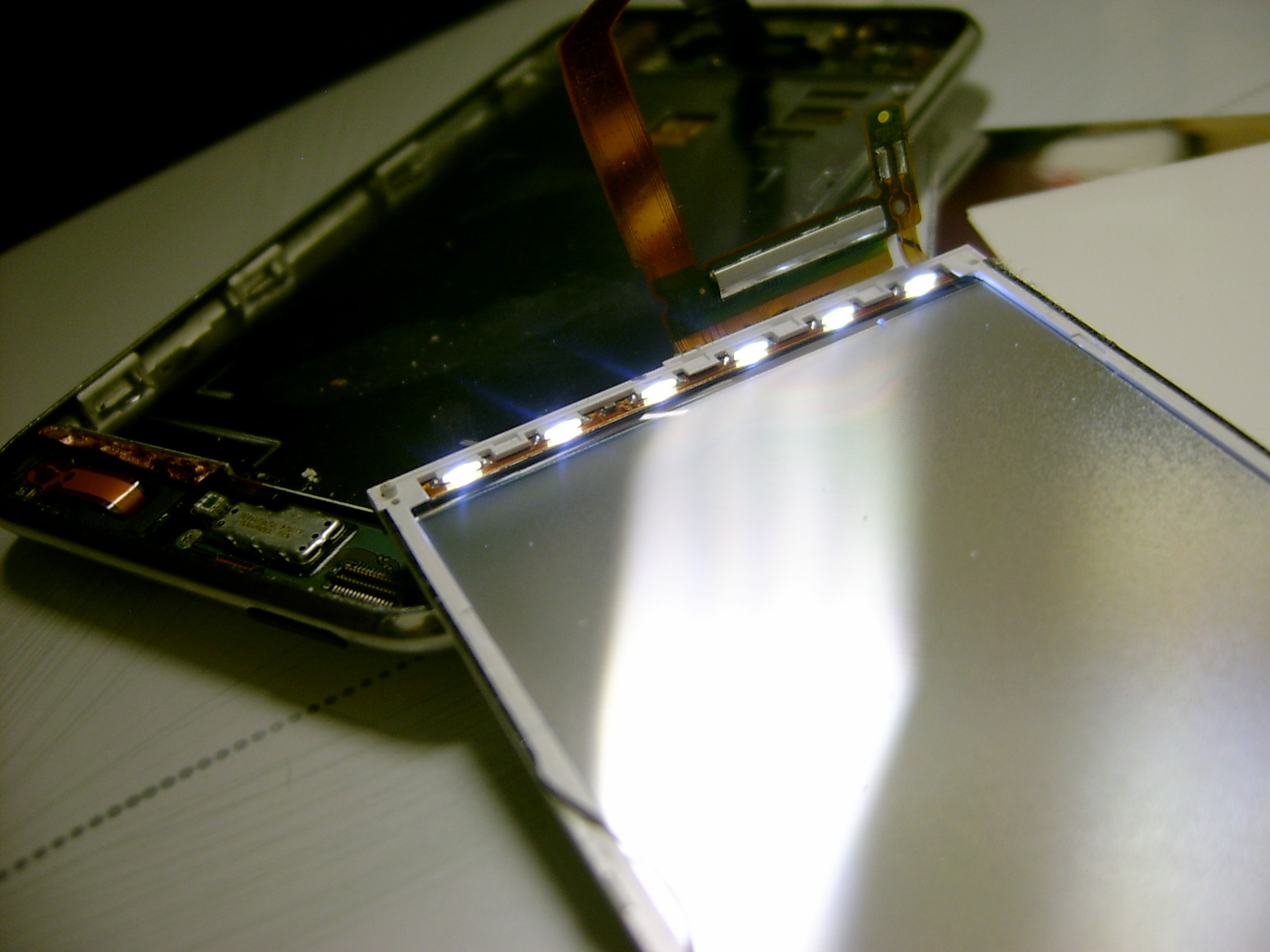
Подсветка линейкой светодиодов (edge-lit).

Светодиодная подсветка (LED-подсветка) — неизображающая оптическая система, использующая в качестве источника света светодиоды. Применяется во многих (в последнее время в подавляющем количестве) устройствах с ЖК-экранами (телевизоры, мониторы, мобильные устройства и пр.).

## Типы светодиодной подсветки
Светодиодная (LED) подсветка для ЖК-дисплеев в зависимости от цвета свечения может быть:
- белой (WLED),
- синей (синий свет, или ультрафиолет, обладают более высокой энергией, необходимой для подсветки суспензий с квантовыми точками),
- трехцветной (RGB);

по способу управления свечением:
- статической,
- динамической;

по конструктивному исполнению:

ЖК-дисплей с подсветкой в виде матрицы светодиодов сзади (direct-lit).

- торцевая (боковая, краевая) — Edge LED. В ней светодиоды располагаются по бокам, сверху и снизу или по периметру, а свет распределяется по всему экрану с помощью специальных рассеивателей;
- матричная или прямая (по всей площади экрана) — Direct LED. Обеспечивает равномерный засвет всей LCD-панели.

В торцевой подсветке устанавливают только светодиоды белого свечения. В большинстве LED-телевизоров для белой подсветки используют синие диоды и желтое люминофорное покрытие, что позволяет создавать достаточно качественный спектр белого света. Для улучшения цветопередачи в подсветке WLED с 2013 года стали использовать объединённые синий и зеленый светодиоды, покрытые красным люминофором (GB-LED или GB-R LED). 

## Достоинства и недостатки

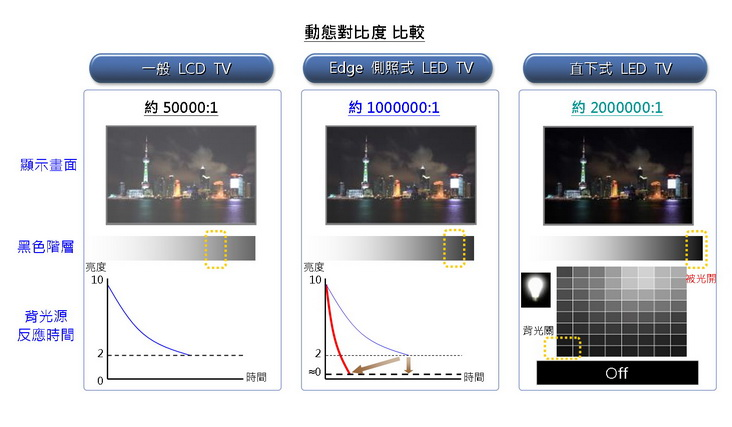
Сравнение жк-экранов с подсветкой CCFL, Edge-LED и истинных LED-экранов.

С потребительской точки зрения ЖК-телевизоры и мониторы со светодиодной (LED) подсветкой отличают пять улучшений относительно ЖК c подсветкой люминесцентными лампами:
- Улучшенная контрастность (не реализовано на Edge-LED);
- Улучшенная цветопередача, больший цветовой охват (только с RGB-матрицей);
- Пониженное энергопотребление. Если сравнивать с телевизорами с подсветкой CCFL, то на 40 %[3] (с RGB-матрицей — потребление выше);
- Малая толщина (только у Edge LED) и уменьшенный вес;
- Низкая себестоимость.

### Недостатки
Множество пользователей мониторов с подсветкой на белых светодиодах жалуется на то, что при высокой яркости «выгорают глаза» (возможно, это связано с воздействием интенсивного коротковолнового сине-фиолетового света на сетчатку глаза). Из недостатков телевизоров с WLED отмечается некоторая «синеватость» изображения в сравнении с подсветкой на основе люминесцентных ламп. Для решения данной проблемы LG Electronics в 2010 году представила технологию «Nano full LED», позволяющую получить более глубокий уровень черного цвета, равномерное изображение и экономию электроэнергии.
Мерцание экрана
Если управление яркостью подсветки осуществляется широтно-импульсной модуляцией, экран едва заметно мерцает (частота мерцания составляет обычно до 200 герц, максимум до 400). Это можно проверить, быстро покачав ручкой или карандашом на фоне экрана. Если частота слишком маленькая, силуэт ручки распадётся на несколько (стробоскопический эффект). Если отдельных контуров ручки не видно, значит, мерцания нет. Органы зрения и мозг способны воспринимать невидимую пульсацию света с частотой до 300 Гц. У людей, чувствительных к мерцанию, устают глаза и может начаться мигрень. В СанПиН 2.2.2/2.4.1340-03 «Гигиенические требования к персональным электронно-вычислительным машинам и организации работы» указывается, что коэффициент пульсаций освещения при работе на ПЭВМ не должен превышать 5 %.

## История

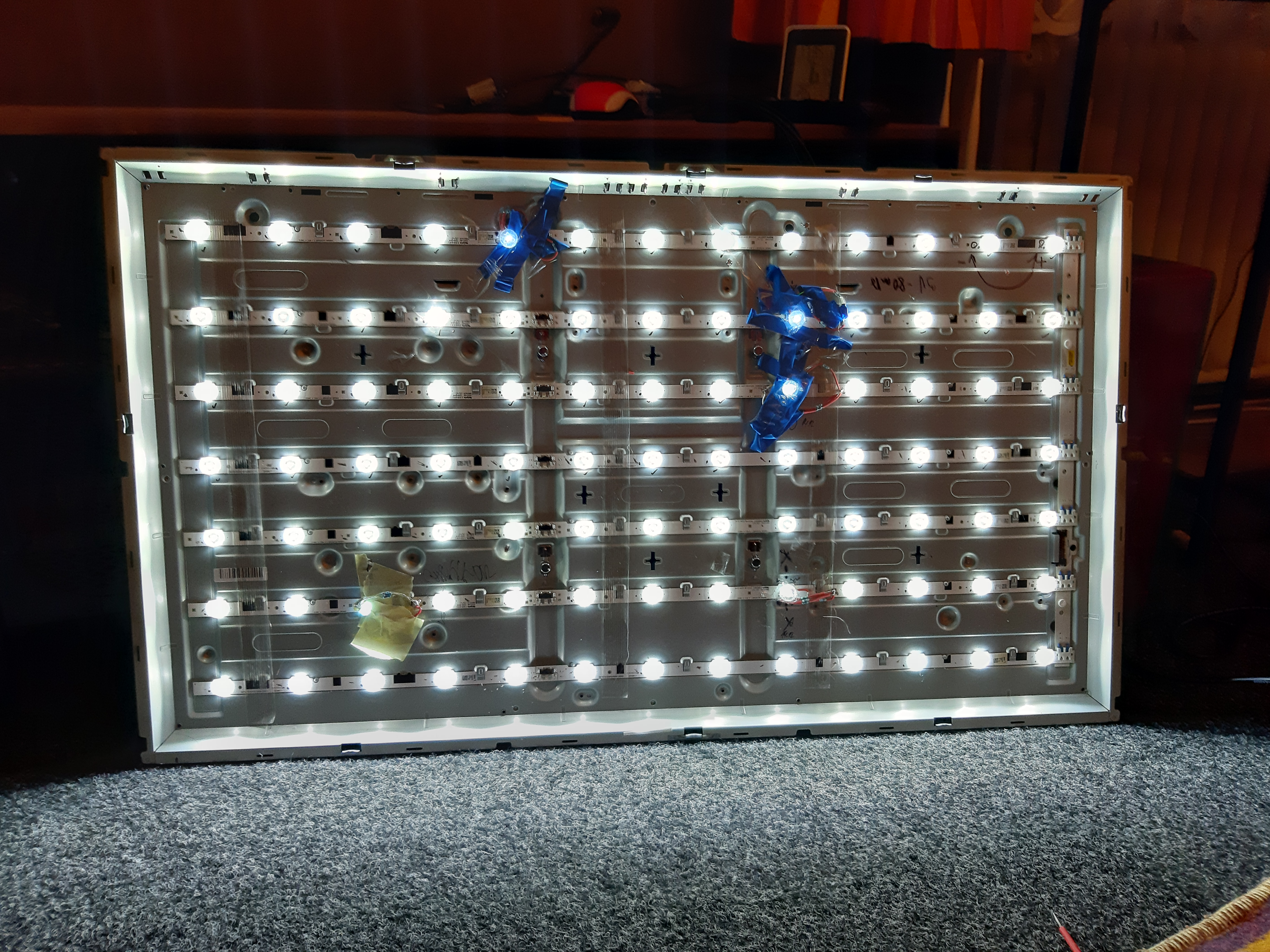
Lay repair of diodes used to illuminate the display at the television. It may look barbaric, but 4 times the TV was fixed so much that the backlight was almost like new.

Изначально в жидкокристаллических телевизорах и компьютерных мониторах в качестве подсветки ЖК-матрицы использовались люминесцентные лампы (CCFL (Cold Cathode Fluorescent Lamp), HCFL, EEFL). Современные сверхъяркие светодиоды позволяют достичь той же светимости при меньших энергетических затратах. Однако внедрению светодиодной подсветки мешали технологические и экономические трудности. К началу 90-x годов была известна простейшая боковая светодиодная подсветка (СД-подсветка) ЖК-дисплеев и ЖК-индикаторов малых размеров, которую невозможно было использовать в экранах больших размеров.
Первый коммерческий ЖК-телевизор со светодиодной подсветкой (массивом RGB) — Sony Qualia 005 — появился в 2004 году. Затем эта светодиодная технология стала использоваться в телевизорах Sony BRAVIA. В 2005 году компанией NEC был выпущен первый монитор с LED-технологией подсветки — SpectraView Reference 21. Начиная с 2007 года на рынке появились модели планшетов, мониторов, телевизоров и ноутбуков со светодиодной подсветкой.
Термин LED TV был введен корпорацией Samsung для продвижения собственной линейки жидкокристаллических телевизоров с СВ-подсветкой. Свою технологию локального затемнения компания назвала «LED SmartLighting™» (умное освещение), возможно, с целью частичного использования эйфории вокруг появившейся технологии органических светодиодов OLED. Первым LED-телевизором был Samsung LN-t4681f с подсветкой массивом светодиодов и коэффициентом контрастности до 500 000:1. В дальнейшем разработчики перешли на подсветку линейкой светодиодов сбоку от LCD панели, чтобы уменьшить толщину экрана. В 2009 году в Калужской области была запущена производственная линия по выпуску плоскопанельных телевизоров Samsung со светодиодной подсветкой.
Для повышения эффективности подсветки ЖК-телевизионных панелей через световодные (светонаправляющие), а также светоотражающие слои можно дополнительно использовать в них оптоэлектронный модуль, выполняющий функции устройства управления световыми потоками, в виде узла, обрабатывающего оптическую информацию, пирамидальной, конической, эллипсоидной, тороидальной, спиралевидной, клиновидной, крестообразной, выпуклой, вогнутой, волнообразной формы или в виде U-образного световодного «отражателя-возвращателя».
Улучшению потребительских свойств ЖК-телевизоров с СД-подсветкой способствовали компании Sharp, Sony, Nokia, Kodak, Принстонский университет и др. Основные направления работы — повышения яркости при солнечном свете и повышение контрастности, увеличение диагонали монитора при уменьшении его толщины. При этом основные технические решения и способы изготовления LED TV, как правило, защищались патентами, которые обеспечивают надёжную защиту товарных рынков.
Хотя технология СД-подсветки не решает всех проблем, связанных с отображением информации, сейчас именно такие экраны занимают лидирующее положение на рынке, конкурируя с новыми поколениями плазменных и OLED-телевизоров.

## LED TV

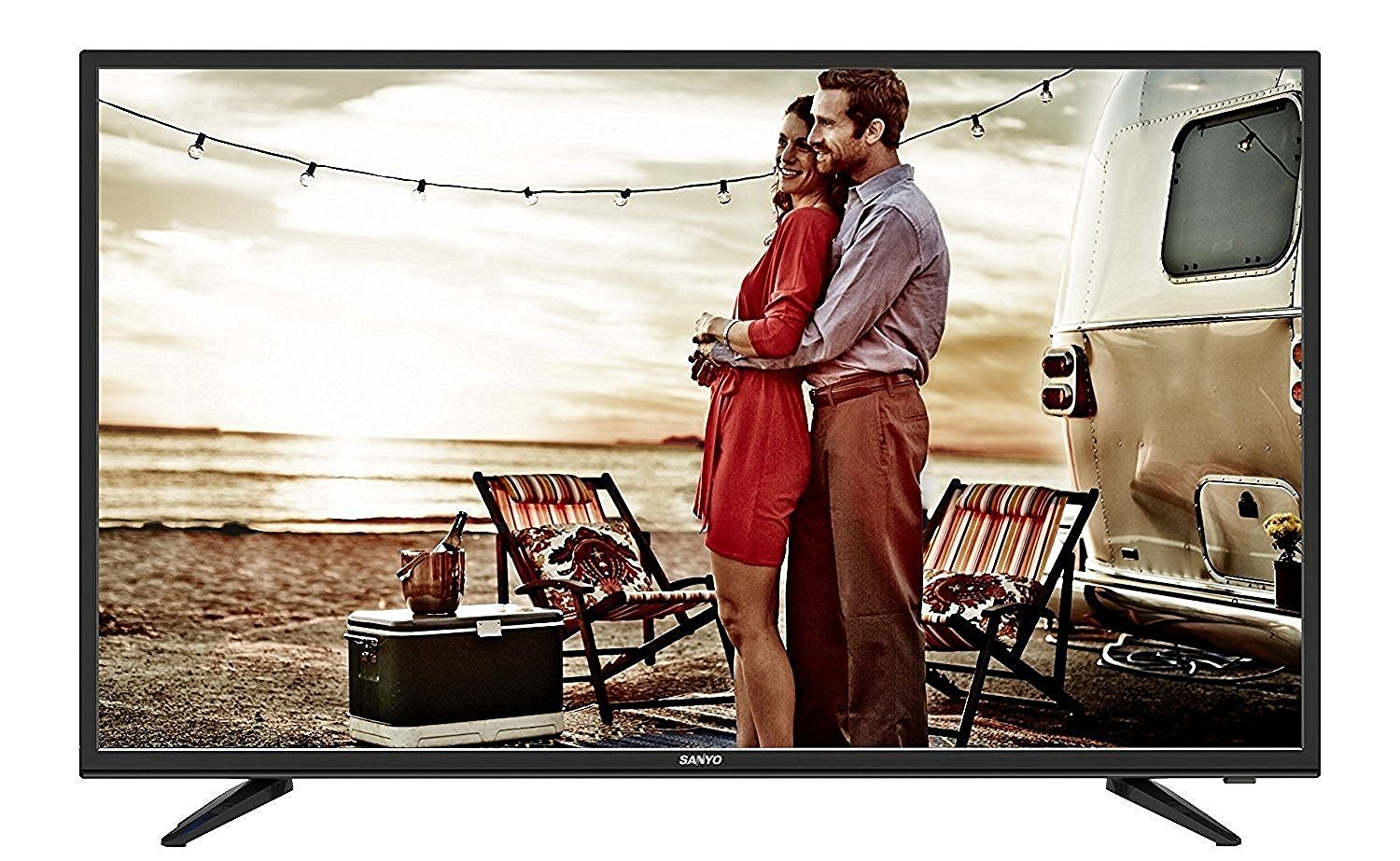
LED TV Sanyo XT-43S7100F

Эта статья — о ЖК-телевизорах со светодиодной подсветкой. О телевизорах с настоящим LED-дисплеем см. OLED-телевизор, также Светодиодный графический экран.
ЖК-телевизоры со светодиодной подсветкой экрана в быту, а также в рекламных и маркетинговых материалах, именуются LED TV, хотя по факту «светодиодными» (свечение каждого пикселя осуществляется непосредственно светодиодом) не являются. В них лишь используется светодиодная подсветка жидкокристаллической матрицы.

### Устройство LED-дисплея
Ячейки жидких кристаллов сами по себе не светятся, но, в зависимости от величины поданного на них напряжения, пропускают через себя разное количество света. Чтобы изображение, сформированное жк-экраном, воспринималось глазом человека, его нужно освещать или естественным внешним светом (это не всегда возможно), или искусственным источником света. В первых LCD-телевизорах таким источником были люминесцентные лампы с холодным катодом (CCFL). Им на смену и пришли светодиоды.
В LED телевизорах может быть подсветка белыми светодиодами по краям экрана (Edge), матричная подсветка белыми светодиодами или динамическая матричная RGB подсветка (в самых дорогих телевизорах). Хотя по качеству изображение наилучшие результаты показывает подсветка Direct, по соотношению качество—цена производителями телевизоров в основном используется Edge.